# International Male
International Male è un catalogo di vendita per corrispondenza di abbigliamento maschile. L'azienda è di proprietà del gruppo Hanover Direct con sede nel New Jersey, e ha iniziato a pubblicare il catalogo negli anni settanta del XX secolo.
Il catalogo in origine comprendeva una grande varietà di immagini uomini in biancheria intima, ma questa sezione è stata scorporata in un catalogo separato, con il nome di Undergear, che si concentra esclusivamente sulla biancheria intima maschile e costumi da bagno.
Nel corso degli anni hanno posato per il catalogo molti attori e modelli famosi come Cameron Mathison, Charles Dera, Christian Boeving, David Chokachi, Gregg Avedon, James Hyde, Owen McKibbin, Rick Dietz, Reichen Lehmkuhl, Rusty Joiner e Scott King.
A partire dal 2009, Hanover Direct ha consolidato queste due piattaforme separate di prodotti sotto l'etichetta International Male/Undergear.